# ジーメンス
ジーメンス（英語: siemens, 記号: S）は、コンダクタンス・アドミタンス・サセプタンスの単位で、SI組立単位の一つである。
その名はドイツの物理学者ヴェルナー・フォン・ジーメンスにちなむ。1971年の第14回国際度量衡総会(CGPM)において、ジーメンスをSI組立単位に導入することが採択された。
コンダクタンスは電気抵抗の逆数であり、ジーメンスは電気抵抗の単位オーム (Ω) の逆数として定義される。日本の計量単位令では「1アンペアの直流の電流が流れる導体の二点間の直流の電圧が1ボルトであるときのその二点間の電気のコンダクタンス」と定義している。
ジーメンスを他の単位で表すと以下のようになる。
S = kg−1 m−2 s3 A2 = A/V

## モー
コンダクタンス・アドミタンス・サセプタンスの単位として、かつてモー (mho) が用いられていた。これはオーム (ohm) を逆につづったもので、ムオーと読まれることもある。1モーは1ジーメンスに等しい。単位記号は Ω を上下逆さにした ℧ を用いた。この特異な記号は、手書きで代数を用いて計算をするとき S（ジーメンスの単位記号）よりも変数と見誤りにくいという利点がある。
すでにジーメンスは科学一般や電気・電子工学の分野で広く用いられているが、モーは「モー特性」といった電力工学分野の用語にいまもその名を残している。

## かつて用いられたジーメンス
1860年から20世紀半ばまで、「ジーメンス」もしくは「ジーメンス水銀単位」が電気抵抗の単位として使用されていた。その定義は「温度0 °Cにおける長さ1 m、断面積1 mm2の水銀の電気抵抗」というもので、およそ0.953 Ωであった。この単位は、1881年以降第二次世界大戦まで電信電話事業者の間で広く使用された。

## 組立単位

### ジーメンス毎メートル
ジーメンス毎メートル（記号: S/m）は、電気伝導率（電気伝導度・導電率）の単位である。1 S/mは、1 mあたり1 Sの電気伝導率と定義される。ジーメンス毎メートルは、電気抵抗率の単位オームメートル (Ωm) の逆数である。

たとえば、純水の基準の一つである電気伝導率0.1 μS/cm以下は、電気抵抗率10 MΩ·cm以上である。

## 符号位置
| 記号 | Unicode | JIS X 0213 | 文字参照         | 名称 |
| ---- | ------- | ---------- | ---------------- | ---- |
| ℧    | U+2127  | -          | &#x2127; &#8487; | モー |